# Ta zdradziecka Julita Wynos
Ta zdradziecka Julita Wynos – opowiadanie Edmunda Niziurskiego, po raz pierwszy wydane w 1978 r.

## Fabuła
Dwie przyjaciółki, harcerki Ita (Julita Wynos) i Uta, są zakochane w tym samym chłopaku, druhu Darku Boleniu. Ponieważ sytuacja ta zagraża jedności harcerskiej, druh Żaba i druhna Beata postanawiają interweniować.
Żaba i Beata są bohaterami wydanych później książek o Tomku Żabnym (Szkolny lud, Okulla i ja z 1982 r. oraz Żaba, pozbieraj się! z 1992).